# Plounéour-Brignogan-plages
Plounéour-Brignogan-plages is een gemeente in het Franse departement Finistère (regio Bretagne). De plaats maakt deel uit van het arrondissement Brest. Plounéour-Brignogan-plages is op 1 januari 2017 ontstaan door de fusie van de gemeenten Brignogan-Plage en Plounéour-Trez. De gemeente telde 1.955 inwoners op 1 januari 2022.

## Geografie
De oppervlakte van Plounéour-Brignogan-plages bedroeg op 1 januari 2022 14,28 vierkante kilometer; de bevolkingsdichtheid was toen 136,9 inwoners per km².

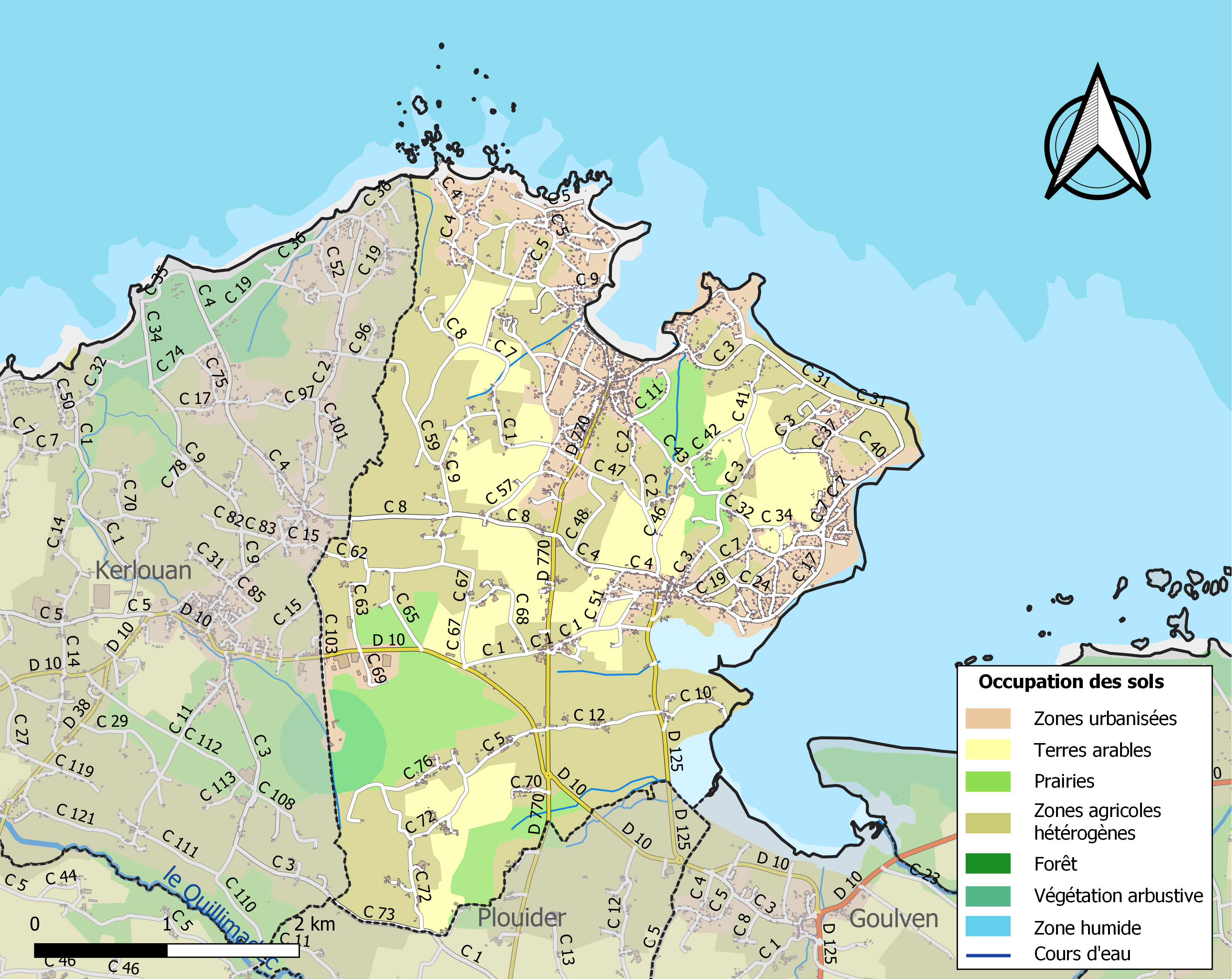
Kaart van de gemeente met belangrijkste infrastructuur, bodemgebruik en omliggende gemeenten